# FcεRI
FcεRI, Fc epsilon RI – receptor o wysokim powinowactwie dla immunoglobuliny E (IgE), przeciwciała odgrywającego istotną rolę w reakcjach alergicznych oraz związanego z odpornością na inwazje pasożytnicze. FcεRI jest zbudowany z czterech łańcuchów: alfa (FcεRIα), beta (FcεRIβ), oraz dwóch łańcuchów gamma (FcεRIγ).
FcεRI występuje głównie na komórkach tucznych i bazofilach, ale może występować też na komórkach Langerhansa, eozynofilach i monocytach. Łańcuch alfa, wyeksponowany na powierzchni komórki, jest odpowiedzialny za wiązanie wolnych przeciwciał klasy IgE. Receptory te są rozmieszczone równomiernie na powierzchni komórki i cechują się dużą mobilnością w płaszczyźnie błony komórkowej.
Mechanizmem najczęściej aktywującym wymienione komórki jest związanie antygenu z przeciwciałem zakotwiczonym w błonie komórkowej poprzez FcεRI. W reakcji z alergenem, który musi mieć właściwości mostkowania co najmniej dwóch przeciwciał IgE, dochodzi do agregacji receptorów (tworzenie „plamek”). Następstwem tego procesu jest zainicjowanie ciągu przemian biochemicznych prowadzących do degranulacji komórki i wytworzenia mediatorów procesu zapalnego.